# Avortement au Pérou
 (mars 2023).
La mise en forme du texte ne suit pas les recommandations de Wikipédia : il faut le « wikifier ».
Les points d'amélioration suivants sont les cas les plus fréquents. Le détail des points à revoir est peut-être précisé sur la page de discussion.
- Les titres sont pré-formatés par le logiciel. Ils ne sont ni en capitales, ni en gras.
- Le texte ne doit pas être écrit en capitales (les noms de famille non plus), ni en gras, ni en italique, ni en « petit »…
- Le gras n'est utilisé que pour surligner le titre de l'article dans l'introduction, une seule fois.
- L'italique est rarement utilisé : mots en langue étrangère, titres d'œuvres, noms de bateaux, etc.
- Les citations ne sont pas en italique mais en corps de texte normal. Elles sont entourées par des guillemets français : « et ».
- Les listes à puces sont à éviter, des paragraphes rédigés étant largement préférés. Les tableaux sont à réserver à la présentation de données structurées (résultats, etc.).
- Les appels de note de bas de page (petits chiffres en exposant, introduits par l'outil «  Source ») sont à placer entre la fin de phrase et le point final[comme ça].
- Les liens internes (vers d'autres articles de Wikipédia) sont à choisir avec parcimonie. Créez des liens vers des articles approfondissant le sujet. Les termes génériques sans rapport avec le sujet sont à éviter, ainsi que les répétitions de liens vers un même terme.
- Les liens externes sont à placer uniquement dans une section « Liens externes », à la fin de l'article. Ces liens sont à choisir avec parcimonie suivant les règles définies. Si un lien sert de source à l'article, son insertion dans le texte est à faire par les notes de bas de page.
- La présentation des références doit suivre les conventions bibliographiques. Il est recommandé d'utiliser les modèles {{Ouvrage}}, {{Chapitre}}, {{Article}}, {{Lien web}} et/ou {{Bibliographie}}. Le mode d'édition visuel peut mettre en forme automatiquement les références.
- Insérer une infobox (cadre d'informations à droite) n'est pas obligatoire pour parachever la mise en page.

Pour une aide détaillée, merci de consulter Aide:Wikification.
Si vous pensez que ces points ont été résolus, vous pouvez retirer ce bandeau et améliorer la mise en forme d'un autre article.
L'avortement au Pérou est actuellement illégal sauf en cas de menace à la vie ou santé de la femme.

## Historique
L'avortement thérapeutique du Pérou est légal depuis 1924,. Une femme peut accéder à un avortement thérapeutique même après 22 semaines de grossesse puisque le Code Pénal n'établit pas de limites temporelles. Interdire l'avortement signifierait une violation du droit à la vie et la santé des femmes.
En 2014 est promulgué le Guide National de standardisation de la procédure d'Interruption Volontaire par indication thérapeutique dans le cas de grossesses de moins de 22 semaines avec consentement.
Le 26 septembre 2014, une pétition avec 64 261 signataires est transmise au Congrès péruvien afin de réclamer la dépénalisation de l'avortement en cas de viol, insémination artificielle ou transfert d'ovules non consentis.
Le 4 novembre 2014, la commission de constitution du Congrès débat sur la dépénalisation de l'avortement en cas de viol. Le 26 mai 2015, la commission de justice du Congrès archive la demande avec 4 votes pour, 1 contre et 2 abstentions.
En mars de 2018, une marche pour la vie se déroule au Pérou afin d'interpeler la société autour du thème de l'avortement. Pendant cette journée, un groupe d'activistes féministes manifeste également afin de demander la dépénalisation de l'avortement au Pérou.

## Risques
La peine pour une femme ayant recours à l'avortement peut aller jusqu'à deux ans de prison, cependant cette sanction n'a jamais été appliquée jusqu'ici. Toutefois, entre 2010 et 2019, 571 femmes doivent comparaitre et 62 sont condamnées sans prison effective. La peine pour une personne qui réalise un avortement induit illégal peut être d'un à cinq ans de prison.

## Statistiques
Près de 19% des femmes péruviennes ont vécu un avortement selon l'Université pontificale Catholique du Pérou, un taux proche de la moyenne mondiale de 25%. Une enquête de 2005 démontre que 17,5% de la mortalité maternelle y est causée par l'avortement. On estime que 371 420 avortements clandestins se produisent chaque année au Pérou ; c'est-à-dire, plus de 1000 avortements par jour. 50,9 % des femmes hospitalisées pour avortement incomplet ont moins de 25 ans. L'Enquête Nationale de la Juventud, élaborée en 2012 par le Secrétariat National de la Juventud, indique que 11,4% de jeunes pratiquent l'avortement pour grossesse non désirée et 35% des jeunes femmes connaissent une personne qui a avorté.

## Cadre juridique

### La Loi de l'Avortement au Pérou
Actuellement, au Pérou, il est possible d'avorter pour raisons thérapeutiques, c'est-à-dire, lorsque l'interruption de grossesse est le seul moyen de sauver la vie de la femme, ou lui éviter un handicap mental ou physique permanent.
L'avortement thérapeutique se trouve réglementé à travers la Résolution Ministérielle No.486-2014-MINSA.

#### Arrêté Législatif 635, Code Pénal
Cet arrêté établit le cadre dans lequel la pratique de l'avortement est légalisée. Dans son article 120, il établit des peines moindres pour plusieurs cas d'avortement, comme le cas d'une grossesse résultant d'un viol, d'une insémination non consentie ou hors mariage.
Dans les articles 114 à 117, les peines et durées sont détaillées pour ceux qui commettent l'avortement. Celui qui cause l'avortement risque une peine de deux à cinq ans de prison.